# Forte da Cachoeira de Itaboca
O Forte da Cachoeira de Itaboca localizava-se à margem do rio Tocantins, na altura da cachoeira de Itaboca, no interior do estado do Pará, no Brasil.

## História
Demolido o Forte de Alcobaça (1797), pelo Alferes Joaquim José Máximo, este transferiu a fortificação para um novo local, junto à cachoeira de Itaboca, acima de Alcobaça. Posteriormente, mais acima desse ponto no curso do rio Tocantins, junto ao igarapé Arapari, em frente à ilha de Tucumanduba, foi criada uma nova povoação (BARRETTO, 1958:15;69;71). GARRIDO (1940) refere essa fortificação como um Registro, e a povoação como São Bernardo da Pederneira (op. cit., p. 30).
Posteriormente ainda, este núcleo foi reassentado na confluência da foz do rio Araguaia com a margem esquerda do rio Tocantins, entre o saco do Bacabal e a praia do Tição, com o nome de São José do Araguaia. Aqui foi fundada uma Colônia Militar em 1850, pelo Tenente Constâncio Dias Martins, com a assistência do Frei Manoel Procópio do Coração de Maria (BARRETTO, 1958:71).